# Baianópolis
Baianópolis est une municipalité brésilienne de l'État de Bahia et la microrégion de Barreiras.